# Gare d'Oum Drou
La gare d'Oum Drou, est une gare ferroviaire algérienne, située sur le territoire de la commune d'Oum Drou, dans la wilaya de Chlef.

## Situation ferroviaire
La gare se situe sur la ligne d'Alger à Oran, où elle est précédée de la gare de Oued Fodda et suivie de celle de Chlef.

## Service des voyageurs

### Desserte
La gare d'Oum Drou est desservie par les trains régionaux de la liaison Chlef - Khemis Miliana.